# Irish Guards
Os Irish Guards (IG) é um dos mais tradicionais regimentos de cavalaria do Exército Britânico, sendo uma das unidades integrantes da Divisão de Guardas (Household Division). A unidade é uma das duas únicas tropas dentro do Exército Britânico composta originalmente por militares irlandeses, sendo a outra a Royal Irish Regiment.  
Atualmente, a missão principal dos Irish Guards é guarnecer e conduzir cerimônias solenes nas residências reais britânicas bem como zelar pela segurança e proteção de membros da família real britânica. Fundado em 1900 como um batalhão de combate, o regimento participoou ativamente de campanhas significantes para o Reino Unido, como a Primeira Guerra Mundial e a Segunda Guerra Mundial. Apesar de seu caráter cerimonial contemporâneo, os Irish Guards também contribuíram com contingente nas recentes Guerra do Afeganistão e Guerra do Iraque, no século XXI.

## História

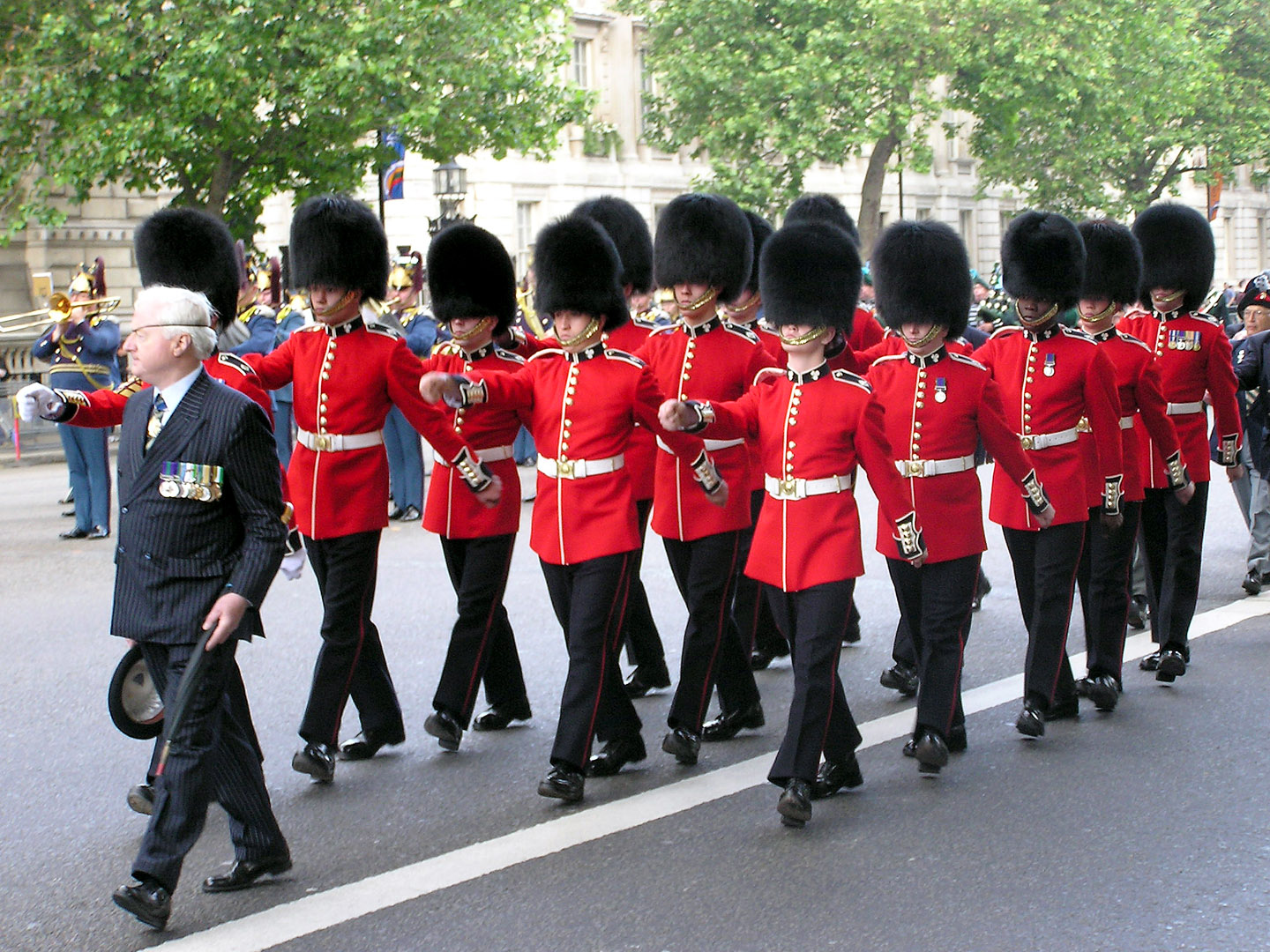
As Irish Guards em parada. Observe-se os botões do uniforme, em grupos de quatro, distintivos deste regimento.

Foram constituídas em 1900 por determinação da Rainha Vitória, em reconhecimento à coragem demonstrada pelos regimentos irlandeses no teatro de operações da África do Sul (Guerra dos Boers), entre 1899 e 1900.
O coronel atual das Irish Guards é o príncipe Guilherme.